# Леб и сол
Леб и сол (в переводе «хлеб-соль») — македонская рок-группа, образованная 1 января 1976 года. «Леб и сол» была одной из самых популярных рок-групп в бывшей Югославии. Большинство песен группы было исполнено на распространённом в тогдашней Югославии сербохорватском языке, но в их репертуаре также песни на македонском.

## История

### Ранний период
Группа была основана Влатко Стефановски (гитара), Боданом Арсовски (бас-гитара), Николо Димушевски (клавишные) и Гарабетом Тавитяном. (барабаны). В середине 1970-х гг, из-за относительно небольших размеров местной музыкальной тусовки в Скопье, каждый из участников не только знали друг друга, но ещё имели определённый опыт совместного сотрудничества. Стефановски с Арсовски ещё в пятом классе играли вместе в рамках ВИА «Јегуље». Первой важной работой для них обоих было участие в джаз-рок-группе «Брег», во главе с Мики Петковски, который был клавишником в этом коллективе. На барабанах играл Тавитян — его быстро забрали служить в армию, а Петковски присоединяется к группе «Смак», и «Брег» перестаёт существовать.
1 января 1976 года Влатко Стефановски, Бодан Арсовски и Николо Димушевски утвердили состав группы под названием «Леб и Сол» с Дмитрием Чучуровски на ударных. Чуть позже Тавитян вернулся из армии и сменил Чучуровски. Свои первые песни группа записала на студии «Радио Скопье». Были записаны Етида бр. 3, Деветка и Песна за нас. Их музыка содержала элементы рока, джаза и македонской народной музыки. По мере творческого взросления коллектива влияние джаза на их творчество становится слабее. Но на концертах группа исполняет длительные джазовые версии македонских народных песен (таких как Јовано, Јованке или Абер Дојде Донке), которые публика принимает с большим удовольствием.

### Конец 70-х (начало популярности)
В апреле 1977 группа впервые выступает за пределами Социалистической Республики Македонии — они играли на разогреве Драго Млинарека в Нови-Саде. В том же году они выступали на ежегодном молодёжном фестивале в Суботице, где выиграли награду и подписали контракт с компанией PGP RTB. В конце августа, вновь в качестве команды разогрева, они сыграли перед Бијело дугме на фестивале «Хајдучке чесне» (Фонтан Гайдуков). В конце года участвуют в фестивале «БООМ» в Нови-Саде. Загребская компания Suzy выпустит пластинку BOOM '77, которая будет включать концертные версии песен Под водом и У сенци в исполнении «Леб и сол»,
В сентябре 1977-го выходит дебютный альбом Леб и Сол, который был записан на студии «РТВ Нови-Сад». Альбом издаёт компания PGP RTB, продюсер — Йосип Бочек. Йосип Бочек был бывшим гитаристом группы «Корни», и Стефановски был его горячим поклонником. Материал, представленный в альбоме, находится под сильным влиянием джаза и рока. Из девяти композиций, шесть — инструментальные. Все участники группы были указаны как авторы композиций.
Весной 1978 группа была на фестивале, который проходил в старинном аббатстве, где они исполнили песню Абер Дојде Донке, за которую получили премию «За лучшее художественное выражение и удачное применение образцов фольклора». Чуть позже они начали работать над новым материалом. Благодаря успешным выступлениям на фестивалях и многочисленным гастролям они получили известность в югославских музыкальных кругах. Их начали воспринимать как одну из самых перспективных групп современности.
Второй альбом под названием Леб и Сол 2 был издан в 1978 году звукозаписывающей компанией PGP RTB. Альбом был богат на успешные композиции: Марија, Акупунктура, Узводно од туге и вокальный трек Таласна дужина, слова к которому написал брат Влатко Стефановского — Горан, который и дальше будет работать с коллективом.
После выхода второго альбома «Леб и Сол» стали очень популярной югославской группой конца 70-х — начала 80-х, а два первых альбома считаются лучшими пластинками тех времён. Хотя все члены коллектива показали себя искусными музыкантами, главное внимание доставалось Влатко Стефановски, который поражал своей игрой на гитаре. Журнал «Jukebox» в 1978 году, по данным опроса читателей, назвал их группой года. На своих концертах группа всегда много импровизировала, придавая своим трекам новую форму и оттенки.
Третий альбом появился в 1978 году под названием Ручни рад (рус. Ручное управление). Материал был записан в студии Б «Радио Белграда». На двух композициях играет приглашённый музыкант — саксофонист Мича Маркович. Композиции, представленные на пластинке, испытали значительно меньшее джазовое влияние. Некоторыми известными песнями были Кумова слама, Ручни рад и Верни пас. После выхода альбома Никола Димишевски покинул группу, для того чтобы устроиться на постоянную работу в шоу-оркестр РТВ Скопье. На его место приходит Мики Петковски, однако и он очень быстро покинул коллектив в 1980 году, переехав в Канаду. Группа осталась без пианиста, и участники решили продолжить работу как трио и начали готовить материал для следующего альбома.

### 1980-е
Их четвёртый студийный альбом Бесконачно (рус. Навсегда) был издан PGP RTB в 1980 году. Самого названия Бесконачно на конверте альбома не было, а был только знак (∞). Несмотря на изменение состава группа смогла сохранить свой стиль. На пластинке присутствует обработка старых македонских народных песен Зајди, зајди јасно сонце и Жива рана от Влатко Стефановски и Скакавац (Кузнечик) от Бодана Арсовски. После выхода альбома группу покидает барабанщик Гарабет Тавитян, а его место занимает Драголюб Джуричич из «ЈУ группа». После этого группа некоторое время участвует в мюзиклах и театральных спектаклях. В 1982 года в студии «Радио Скопье» группа записала очередную пластинку Следовање (рус. Руководство). Альбом состоит в основном из вокальных номеров, песня Носим твој жиг стала настоящим радиохитом. Среди других композиций на пластинке — интересная обработка народной песни Миле Поп Јорданов. Летом того года, вместе с театром «КПГТ», группа два месяца гастролировала по США. В том же году был опубликован двойной концертный альбом Акустична траума (рус. Акустическая травма), который является последним релизом группы, который был издан кампанией PGP RTB. Материал альбома состоит из концерта, который состоялся 13 апреля 1982 года в загребском концертном зале «Kulušiću».
Следующий альбом Калабак издан звукозаписывающей кампанией Jugoton (сегодня Croatia Records) в 1983 году. В записи материала приняли участие: Бобби Мицев (клавишные) и Петар Каргова (саксофон). Следующая пластинка Тангента была записана в сентябре 1984 года на белградской студии «Akvarius». Продюсером был Кевин Аерс. В записи альбома также принимали участие приглашённые музыканты: на клавишных Лаза Ристовски и ударник Ненад Елич. Большой успех на радио получила песня Контакт је скуп (рус. Установить контакт). В 1986 году появился альбом Звучни зид, которым группа отметила своё десятилетие. В альбом вошёл материал, который группа записывала для театра, кино и телевидения — это музыка телепередачи Звучни зид, театральных представлений Ослободување на Скопје, Тумба, тумба дивина и песни из фильмов — Коштана и Шмекер.
После выхода последней пластинки в составе появился саксофонист Гоце Миканов и клавишный Кирилл Дайковски. С этими двумя новыми участниками был записан самый успешный альбом группы — Као какао (рус. Как какао). Альбом состоит из десяти вокальных треков, шесть из которых стали хитами. Материал написали Стефановски, Арсовски и Брацо Зафировски. Арсен Дедич написал лирику к песне Femme Fatale, другие стихи были написаны Влатко Стефановским и его братом Гораном. В записи материала принимали участие приглашённые музыканты: Беби Долл, Ана Костовска и Рони Ватхен, который играл на ирландской волынке. В Као какао вошло много хитовых песен, таких как «Skopje» (первая песня коллектива, записанная на македонском языке), Какао (текст взят из книги «Классика» Хулио Кортасара), Mamurni Ljudi, Čuvam Noć Od Budnih и Femme Fatale. В конце 1987 года за Као какао группа получила три золотых грамафона на престижной югославской церемонии «МЕСА». Влатко Стефановски в это время записывает музыку для кино, а также принимает участие в записи альбома загребской рок-группы FILM
Следующий альбом, Путујемо (рус. Путешествия), издаётся в 1989-м году той же компанией — Jugoton. На этом альбоме также было много приглашённых музыкантов. Песня Чукни во дрво, исполненная в несколько непривычной для коллектива манере, стала большим хитом. В состав возвращается Никола Димушевски, который тоже принимал участие в записи пластинки.

### 1990-е
На следующий год после того, как они выпустили альбом Путујемо, Влатко и Бодан основали собственный лейбл Third Ear music. В том же году был опубликован альбом под названием Зодијак, который является музыкальной дорожкой к одноимённому балетному спектаклю. После того как альбом был выпущен, группу снова оставил Тавитян, который создал джаз-бенд «Парамециум», в котором ещё играли Игорь Димовски (гитара), Гоце Мицанов (саксофон), Люпчо Стойсавлевич (бас-гитара) и клавишники Валентин Скендеровски и Йованчо Арсовски.
В мае 1991 года группа в составе из Стефановски, Арсовски, Димушевски и Чуричича отправилась в тур по США и Канаде. Запись концерта в престижном клубе «CBGB» была издана на CD в том же году под названием «Live in New York» на лейбле Third Ear music. В альбом также попали записи с репетиции в студии «American», запись песни Благослов из Македонской православной церкви в Торонто, тема «Возвращаясь в Скопье» (записана в мобильной студии в Торонто) и интерпретация народной песни Учи ме мајко, карај ме, которая была записана в Скопье в октябре 1991 года.
Весной 1992 года группа сыграла четыре аншлаговых концерта в белградском «Сава Центар», а затем выступали в амстердамском клубе «Парадизо». Дражен Врдоляк в декабре 1995 организует концерты в Загребе, Пуле и Риеке.
В 1995 выходит последний альбом Леб и сол — Anthology, который является интроспективной компиляцией творчества коллектива. Диск выходит на Third Ear music. После выхода альбома, 13 декабря 1995 года состоялся последний концерт группы «Леб и Сол». Прошёл он в салоникском в клубе «Милос», после чего музыканты разошлись.

### Сольные карьеры
После распада «Леб и Сол» все члены начали свои сольные карьеры. Самым успешным был Влатко Стефановски, который выпустил восемь сольных альбомов. Он ещё 1994 году выпустил альбом «Cowboys & Indians». Альбом состоял из двенадцати композиций, отличающихся по жанру от того, что он делал в «Леб и Сол». Среди приглашённых музыкантов был Горан Брегович. Продюсером был Брач Зафировски. Кроме сольной карьеры, он также участвовал в создании музыки к фильмам и театральным спектаклям. Так, он писал музыку сараевскому театру, который в связи с начавшейся войной был эвакуирован в Антверпен (его брат Горан для того же театра написал несколько сценариев). Его второй альбом был готов ещё в 1995 и был посвящён городу Сараево, но Влатко выпустил его только после окончания Боснийской войны в конце 1996 -го.
Бодан Арсовски в 1995 году вместе с группой «Езгија бенд» записал диск «Endless view».
В том же году Гаро Тавитян, в составе «Парамециума», записывает в Скопье концертник «Live». Следующий компакт-диск Гаро тоже содержит живые записи с концерта, который состоялся 25 апреля 1995 в Скопье в клубе Kuršumli. Гаро также писал музыку для балетных и театральных представлений.

### Воссоединение
В апреле 2006 года группа воссоединяется для того, чтобы отметить 30 лет с момента своего основания. Коллектив начинает гастролировать по бывшей Югославии в составе: Влатко Стефановски, Бодан Арсовски, Гарабет Тавитян и Кока Димушевски. Чуть позже, Стефановски и Тавитян оставили группу, из-за чего в состав группы были приглашены новые члены: барабанщик Срчан Дункич и гитарист Димитар Божиков. В 2008 году был выпущен новый альбом И така натака.

## Дискография

### Студийные альбомы
| Год  | Название            | Издатель        |
| 1978 | Леб и сол           | PGP RTB         |
| 1978 | Леб и сол 2         | PGP RTB         |
| 1979 | Ручни рад           | PGP RTB         |
| 1981 | Бесконачно          | PGP RTB         |
| 1982 | Следовање           | PGP RTB         |
| 1983 | Калабалак           | Jugoton         |
| 1984 | Тангента            | Jugoton         |
| 1986 | Звучни зид          | Jugoton         |
| 1987 | Као какао           | Jugoton         |
| 1989 | Путујемо            | Jugoton         |
| 1995 | Леб и сол Anthology | Third Ear music |
| 2008 | И така натака       | Third Ear music |

### Концертные альбомы
| Год  | Название          | Издатель          |
| 1982 | Акустична траума  | PGP RTB           |
| 1990 | Live in New York  | Third Ear music   |
| 1999 | Live Anthology    | VG музика         |
| 2006 | Live in Macedonia | Авалон продукција |

### Синглы
| Год  | Название                       | Издатель |
| 1978 | «Ние четворицата/Деветка»      | PGP RTB  |
| 1978 | «Таласна дужина/Дикијева игра» | PGP RTB  |